# Курмашев, Шамиль Джамашевич
Курмашев, Шамиль Джамашевич (род. 6 сентября 1941, Гурьев, ныне Атырау, Казахстан) — украинский физик. Доктор физико-математических наук (1988), профессор (1998). Государственная премия Украины в области науки и техники за разработку высокоэффективных технологий оптоэлектроники и коммуникационных систем (2009).

## Биография
Родился 6 сентября 1941 в Гурьеве. Окончил инженерно-физический факультет Одесского политехнического института (1964). Работал ассистентом, старшим преподавателем Одесского политехнического института (1964—1968), доцентом кафедры полупроводников Одесского политехнического института (1968—1972). Защитил кандидатскую диссертацию, которая посвящена тонкопленочных гетеропереходов (1968). С 1972 г. — старший научный сотрудник, с 1973 г. — заведующий лабораторией полупроводниковой электроники Научно-исследовательского института физики Одесского университета (ныне — Одесский национальный университет им. И. И. Мечникова). В 1988 г. — защитил докторскую диссертацию. Занимал должность заведующего научно-исследовательской лаборатории сенсорной электроники и высокочастотных технологий Одесского государственного университета (1990—2011), от 2000 г. (до 2011 — по совместительству) — профессор кафедры физики оптической связи Одесской национальной академии связи имени О. С. Попова.

## Научная деятельность
Научные интересы Ш. Курмашев заключаются в области физики полупроводников и диэлектриков, физической электроники, микроэлектроники, сенсорной электроники.
Курмашев Ш. Д. принадлежит к школе академика Ж. И. Алфёрова, который в 2000 г. получил Нобелевскую премию по физике.
Профессор Курмашев Ш. Д. внес значительный вклад в разработку инжекционных фотоприемников для инфракрасной области оптического спектра. Они используются в системах космической навигации, связи, медицине, тепловидении. Руководитель научно-исследовательских работ по физике гетерофазных наноструктурированных материалов для интегральной электроники.
В 2009 г. профессор Курмашев Ш. Д. стал лауреатом Государственной премии Украины за работы в области микро- и наноэлементов оптоэлектроники и коммуникационных систем на их основе.
Член спецсоветов по защите докторских диссертаций Одесского национального университета им. И. И. Мечникова и Одесской национальной академии связи им. А. С. Попова. Академик Академии связи Украины, действительный член Международной академии информатизации, член Международного научно-координационного совета по полупроводниковых первичных преобразователях.
Автор 4 монографий (в соавторстве), 250 статей, 50 научных изобретений, участник 15 международных конференций.

## Труды
- Однопереходный транзистор с инжекционным диодом во входной цепи / Ш. Д. Курмашев, И. М. Викулин, С. Н. Никифоров, А. Н. Софронков // Вісник Черкаського ДТУ. — 2006. — № 4. — С. 166—168.
- Влияние радиации на характеристики фотодиодов / Ш. Д. Курмашев, И. М. Викулин, С. Н. Никифоров // Фотоэлектроника. — 2006. — № 15. — С. 63-64.
- Науково-дослідна лабораторія сенсорної електроніки і надійності електронної техніки (НДЛ-9) / Ш. Д. Курмашев // Наука Одеського національного університету імені І. І. Мечникова в 2006 році. — Одеса : Астропринт, 2007. — С.109-111.
- Инжекционные фотоприемники / И. М. Викулин, Ш. Д. Курмашев, В. И. Стафеев // Физика и техника полупроводников. — 2008. — Т. 42, № 1. — С. 113—127.
- Влияние структуры стеклянной фазы на сопротивление резистивних плёнок в системе «стекло-RuO2» / Ш. Д. Курмашев, Т. Н. Бугаева, Т. И. Лавренова, Н. Н. Садова // Фотоэлектроника. — 2009. — № 18. — С. 99-102
- Ток насыщения термочувствительных полевих транзизторов / Ш. Д. Курмашев, И. М. Викулин, А. И. Нимцович // Фотоэлектроника. — 2011. — № 20. — С. 96-99.
- Радиационная стойкость транзисторних термодатчиков / Ш. Д. Курмашев, И. М. Викулин // Sensor Electronіcs and Mіcrosystem Technologіes. — 2011. — Т. 2. — № 4. — С. 90-95.
- Свойства планарных транзисторных термодатчиков при воздействии радиации / Ш. Д. Курмашев, И. М. Викулин, А. Н. Софронков // Наукові праці ОНАЗ. — 2011. — № 2. — С. 63-68.